# Ferdinand de Saussure
Ferdinand de Saussure (født 26. november 1857, død 22. februar 1913) var en schweizisk lingvist og betragtes som strukturalismens grundlægger.
I sin ungdom beskæftigede Saussure sig med de indoeuropæiske sprogs forhistorie og kan regnes til junggrammatikerne. Hans bog Mémoire sur le système primitif des voyelles dans les langues indo-européennes (1879) var umiddelbart overset, men er et epokegørende bidrag til den omvæltning af den indoeuropæiske sprogvidenskab, der nu kendes under navnet laryngalteorien.
Saussures hovedværk er imidlertid det posthumt udgivne Cours de linguistique générale (1916), der er en nedskrift af forelæsninger holdt mellem 1907 og 1911 og et banebrydende værk i den strukturalistiske diakrone sprogvidenskab. På dette tidspunkt vender Saussure sig bort fra den historiske sprogvidenskab og forsøger at etablere en almen lingvistik. Han insisterer således på, at man holder det diakrone og det synkrone perspektiv skarpt adskilt.
Han deler desuden sproget i to dele, langue og parole. Langue er sprogets regler, sprogsystemet, mens parole er det faktiske talte sprog, de konkrete sprogytringer. Denne skelnen lever videre hos Noam Chomsky, som henholdsvis competence og performance. Begge opfatter sprogevnen som en egenskab, der er biologisk nedlejret i mennesket.
Saussures mest berømte distinktion er mellem signifiant/udtryk og signifié/indhold, der til sammen definerer det enkelte tegn, signe. Han insisterer på, at forholdet mellem disse to ting er arbitrært. At træet (signifié) forbindes med ordet "træ" (signifiant) beror alene på en social konvention. Træet kunne hedde alt muligt andet, og alt muligt andet kunne hedde "træ".